# Dario Maresic
Dario Maresic (Graz, Austria, 20 de septiembre de 1999) es un futbolista austriaco de ascendencia croata. Juega en la posición de defensa y su club es el N. K. Istra 1961 de la Primera Liga de Croacia.
Suele desempeñar como defensa central y en algunos casos ha jugado como lateral e incluso como mediocentro defensivo, caracterizado por su buena colocación y gran juego aéreo. Maresic comenzó jugando al futbol en los equipos de su ciudad natal antes de llegar al Sturm Graz con tan sólo siete años de edad, firmó su primer contrato profesional en 2017 y ha conseguido alzarse con un título copero.

## Trayectoria

### Comienzos
Dario nació en la ciudad austriaca de Graz, hijo de padre croata y madre austriaca, dio sus primeros pasos en el mundo del fútbol jugando en el SV Frohnleiten, un equipo de una localidad del distrito de Graz-Umgebung, a la edad de siete años llegó al Sturm Graz donde pasó por todas sus categorías.

### SK Sturm Graz
Tras su meteórica evolución por sus categorías inferiores, comenzó a entrenar en julio de 2016 con el primer equipo a las órdenes del entrenador Franco Foda pero a pesar de todo seguía jugando varios partidos con el filial. Una lesión de fibra muscular hizo que se retrasara su debut en el primer equipo. Tras su recuperación, volvió a entrenar con los mayores y a jugar varios partidos con el equipo filial. Durante esa época medios de comunicación afirmaron que clubes destacados como el Stuttgart o el Everton estaban interesados en incorporarlo a sus filas.[cita requerida]
El 9 de abril de 2017, debutó en liga ante el Red Bull Salzburgo, el partido acabó con derrota por 1-0. Durante esa temporada el defensor llegó a jugar 5 partidos, todos como titular, completando en cuatro de ellos los 90 minutos y siempre mostrando un muy buen nivel.
En la temporada 2017-18 se consolidó como titular, habitualmente jugaba como defensa central en varios sistemas de formación 3-5-2 o en formación 4-4-2 llegó a jugar un total de cuarenta y un partidos con el primer equipo a un nivel muy alto. Se convirtió en la estrella del equipo y se posicionó como uno de los jugadores sub-23 con mayor proyección en Austria y Europa. Su primer gol con el club austriaco fue el 3 de marzo de 2018 ante el LASK Linz en un partido de la Bundesliga austriaca. Fue el primer futbolista de la entidad que con la temprana edad de dieciocho años consiguió ser capitán del equipo sénior. También fue pieza importante en la copa de Austria, el equipo llegó a la final en la que derrotó al Red Bull Salzburgo; el partido finalizó 1-0 con un gol en la primera parte de la prórroga. Los gracienses se coronaron campeones de copa y Maresic abrió su palmarés con aquel título. 
En la siguiente temporada Maresic siguió creciendo y desarrollando sus habilidades como jugador, ante el Ajax de Ámsterdam el defensor disputó su partido número cincuenta con la camiseta graciense, se convirtió en el primer futbolista que llegaba a cincuenta partidos con la edad de dieciocho años, también consiguió llegar a jugar cincuenta partidos en la Bundesliga de Austria; fue el 27 de octubre de 2018 ante el TSV Hartberg, aquel partido acabó con derrota por 2-0. Por segundo año consecutivo Maresic fue el futbolista que más minutos disputó con el equipo en todas las competiciones sólo perdiéndose cuatro partidos.

### Stade Reims
El 28 de agosto de 2019 el Stade Reims hizo oficial su traspaso. Llegó por 3 millones de € y firmó un contrato que lo unía hasta 2024. Tras dos años en Francia regresó a su país para jugar cedido en el LASK Linz. La temporada siguiente volvió a salir a préstamo, siendo el N. K. Istra 1961 su nuevo destino.

## Selección nacional

### Categorías inferiores
Dario Maresic aparte de poseer la nacionalidad austriaca, también posee la nacionalidad croata. Hasta el momento ha pasado por las categorías inferiores de la selección austriaca desde que debutara con la sub-16 por primera vez en un partido amistoso ante Irlanda el 15 de febrero de 2015; llegó a jugar un total de 8 partidos siendo todos ellos amistosos. Seis meses más tarde y con tan solo quince años debutó con la selección sub-17 ante Montenegro en un partido amistoso. Llegó a jugar hasta cinco partidos de clasificación para el europeo sub-17 de 2016; tras la conseguida clasificación para ese Europeo, Maresic fue seleccionado para ese torneo oficial (en la que la fase final se disputó en Azerbaiyán), llegó a jugar los tres partidos de fase de grupos y el partido de cuartos en la que su selección quedó eliminada ante Portugal. También ha jugado con la sub-18 pero fue un paso muy breve. El único partido que jugó fue contra Alemania. Actualmente juega en la selección sub-21 de Austria, su primer partido en esta categoría fue el 12 de junio de 2017 en un partido frente a Hungría y anotando un gol en aquel partido. Desde entonces ha llegado a disputar un total de 11 partidos.
En mayo de 2019, el entrenador de la selección de Austria sub-21 Werner Gregoritsch incluyó a Maresic en la lista de 23 seleccionados para disputar el Europeo sub-21 que se disputó en Italia y San Marino.
Todavía no ha debutado con la absoluta y aún tiene la posibilidad de jugar con la selección croata a la espera de su decisión.

## Clubes
Actualizado al último partido jugado el 4 de agosto de 2019.
| Club                    | Div.          | Temporada     | Liga  | Liga  | Liga   | Copas nacionales(1) | Copas nacionales(1) | Copas nacionales(1) | Torneos internacionales(2) | Torneos internacionales(2) | Torneos internacionales(2) | Total(3) | Total(3) | Total(3) | Media goleadora |
| Club                    | Div.          | Temporada     | Part. | Goles | Asist. | Part.               | Goles               | Asist.              | Part.                      | Goles                      | Asist.                     | Part.    | Goles    | Asist.   | Media goleadora |
| ----------------------- | ------------- | ------------- | ----- | ----- | ------ | ------------------- | ------------------- | ------------------- | -------------------------- | -------------------------- | -------------------------- | -------- | -------- | -------- | --------------- |
| SK Sturm Graz · Austria | 1.ª           | 2016-17       | 5     | -     | -      | -                   | -                   | -                   | -                          | -                          | -                          | 5        | 0        | 0        | 0,00            |
| SK Sturm Graz · Austria | 1.ª           | 2017-18       | 34    | 1     | 1      | 4                   | -                   | -                   | 3                          | -                          | -                          | 41       | 1        | 1        | 0,02            |
| SK Sturm Graz · Austria | 1.ª           | 2018-19       | 29    | -     | -      | 2                   | -                   | -                   | 4                          | -                          | -                          | 35       | 0        | 0        | 0,00            |
| SK Sturm Graz · Austria | 1.ª           | 2019-20       | 1     | -     | -      | -                   | -                   | -                   | -                          | -                          | -                          | 1        | 0        | 0        | 0,00            |
| SK Sturm Graz · Austria | Total club    | Total club    | 69    | 1     | 1      | 6                   | 0                   | 0                   | 7                          | 0                          | 0                          | 82       | 1        | 1        | 0,00            |
| Stade de Reims Francia  | 1.ª           | 2019-20       | -     | -     | -      | -                   | -                   | -                   | -                          | -                          | -                          | 0        | 0        | 0        | 0,00            |
| Stade de Reims Francia  | Total club    | Total club    | 0     | 0     | 0      | 0                   | 0                   | 0                   | 0                          | 0                          | 0                          | 0        | 0        | 0        | 0,00            |
| Total carrera           | Total carrera | Total carrera | 69    | 1     | 1      | 6                   | 0                   | 0                   | 7                          | 0                          | 0                          | 82       | 1        | 1        | 0,01            |